# ルイス・ビジガウ
ジョゼ・ルイス・ダ・クルス・ヴィディガル（José Luís da Cruz Vidigal、1973年3月15日 - ）は、ポルトガル出身の元同国代表サッカー選手。ポジションはMF。

## 経歴
1995年からポルトガルの名門スポルティングCPに移籍し、5シーズン在籍。その後、活躍が認められてイタリアのナポリに移籍し、リヴォルノ、ウディネーゼなどを経て、ポルトガルに帰還し引退した。
ポルトガル代表では、ルイス・フィーゴ、ルイ・コスタなどがいたため、出場機会がなかったが、7試合に出場している。